# Heidendom

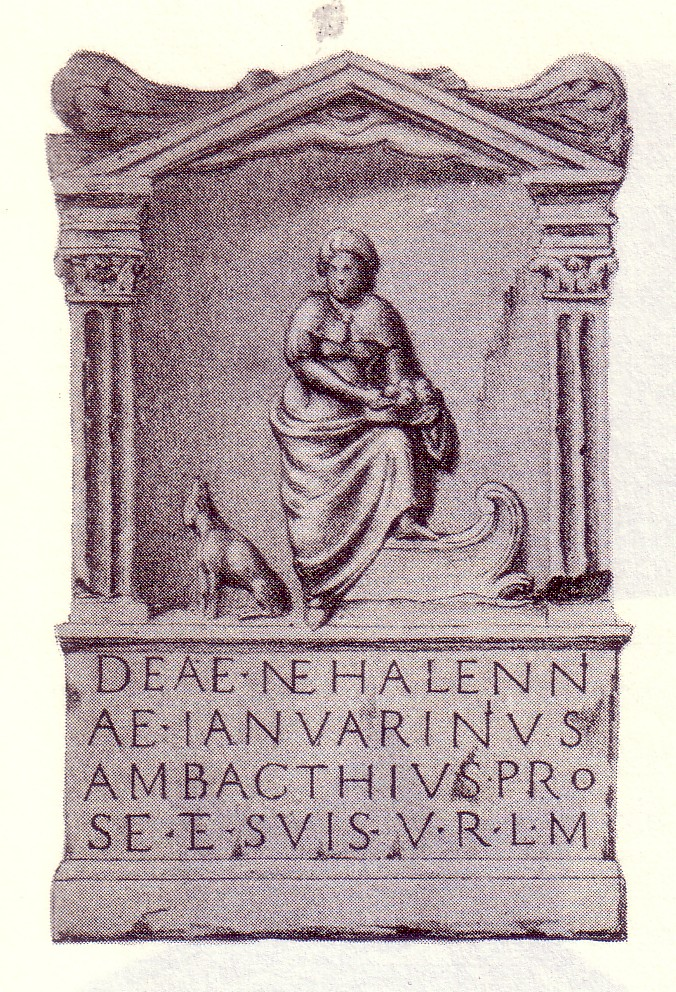
Nehalennia altaar uit Domburg (2de of 3de eeuw).

Heidendom of paganisme is een term die gebruikt wordt om te verwijzen naar de polytheïstische religies die inheems waren aan het Europese continent. Het woord paganisme is afgeleid van het Latijnse paganus, wat "bewoner van het platteland" betekent. 
De termen heidens of paganistisch hadden oorspronkelijk een pejoratieve connotatie en werden door christelijke auteurs gebruikt in de context van het bespreken van niet-monotheïstische religies; ook buiten Europa. Gezien de voorchristelijke culturen van Europa veelal geen naam hadden voor hun godsdienst, worden deze termen sinds de 20ste eeuw ook vaak gebruikt in een neutrale en zelfs academische context. 
In neopaganistische context gebruikt men geregeld de term heidendom om specifiek te verwijzen naar het Germaans polytheïsme. Het is echter technisch gezien niet fout om ook het Slavisch, Romeins of Keltisch polytheïsme heidendom te noemen. 

## Het voorchristelijke heidendom
Het heidendom is een verzamelnaam voor de verschillende niet-abrahamitische geloofstradities waarmee het vroege christendom in aanraking kwam. De naam zelf is een germanisering van de Latijnse term paganus, wat "bewoner van het platteland" betekent. Deze term werd voor het eerst gebruikt in de 4de eeuw om mensen die joods noch christelijk waren te beschrijven. De naam heeft een beslist negatieve connotatie en stelt deze godsdiensten voor als het geloof van achtergestelde provincialen. Tegenwoordig wordt de term vooral gebruikt om specifiek te verwijzen naar historische, voorchristelijke Europese godsdiensten.
De voorchristelijke Europese godsdiensten vinden hun oorsprong in de prehistorische culturen van Europa en de Euraziatische steppe. Het waren hoofdzakelijk polytheïstische tradities met een focus op hemel- en aardegoden. Deze tradities waren niet gebaseerd op een heilig schrift of boek, maar op een verzameling van mondelinge overleveringen, gewoonten en rituele handelingen. Deze mondelinge overleveringen konden verschillende vormen aannemen, maar de meest bekende zijn mythes: goden- of heldenverhalen.

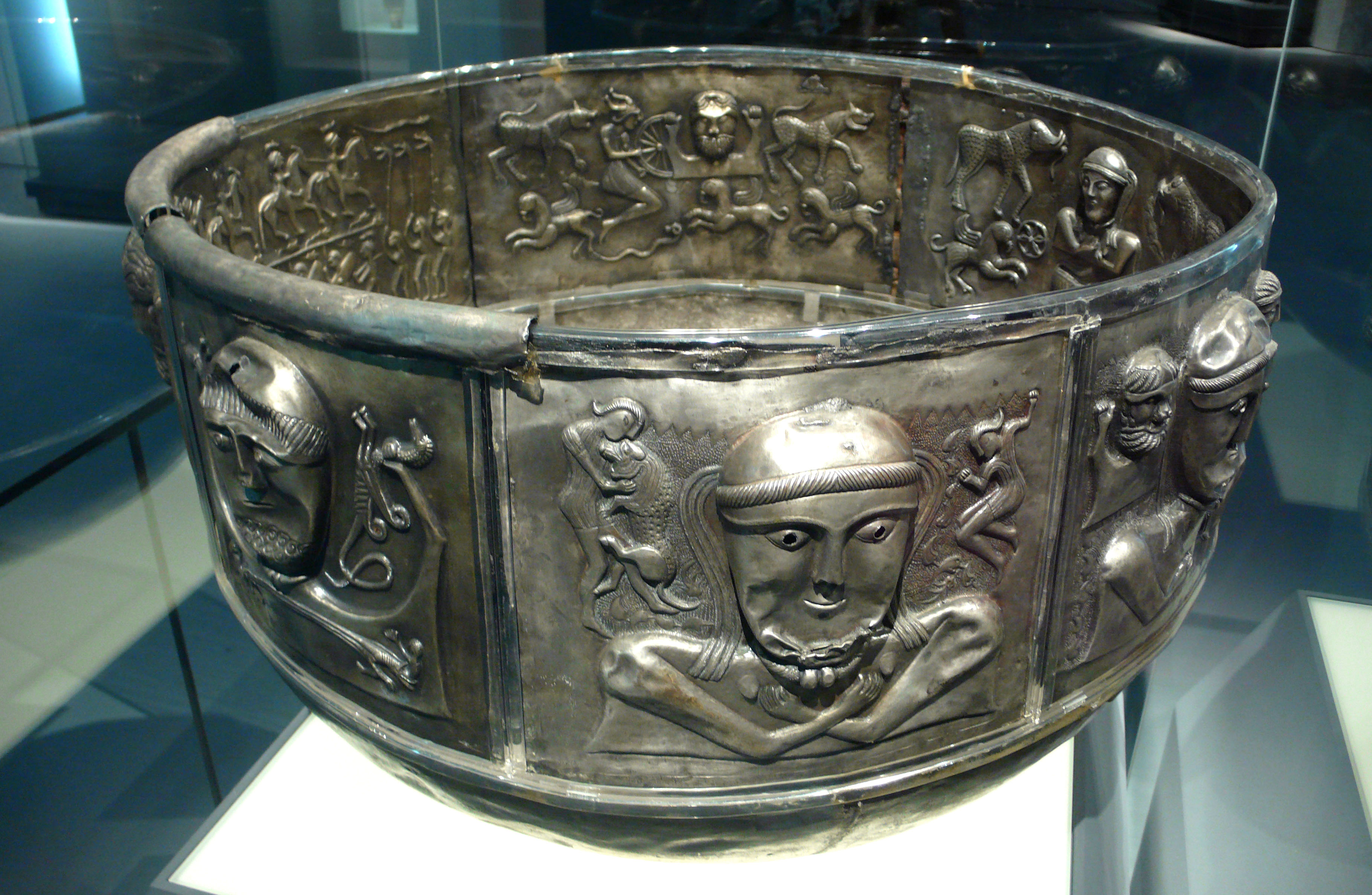
De Ketel van Gundestrup, versierd met afbeeldingen van Keltisch godheden (2de of 1ste eeuw v.Chr.)

Een kenmerkend gegeven binnen het voorchristelijke heidendom is het principe van do ut des, Latijn voor ik geef opdat jij geeft. Men geloofde namelijk dat men de goden een wederdienst moest verlenen of beloven wanneer men iets van hen vroeg. Dit uitte zich vaak in offers waarbij men een fysiek object of dier afstond aan een god in ruil voor de gunst van deze god.
In tegenstelling tot het latere christendom en verscheidene andere wereldreligies waren de voorchristelijke geloofstradities een volledig cultuurgebonden gegeven. Dit houdt in dat ze gezien werd en als een inherent onderdeel van een cultuur, onlosmakelijk verbonden aan een volk. Bijgevolg hadden meeste van dezen oorspronkelijk ook geen eigen naam, gezien de godsdiensten gedefinieerd werden aan de hand van de cultuur waar ze een onderdeel van waren.
Met de komst van het christendom verdwenen deze religies geleidelijk aan. Het eerste Europese land dat het christendom als staatsgodsdienst aannam, was het Romeinse Rijk in 380 n.Chr. Het laatste land, Litouwen, bekeerde zich pas in 1387. Dat een land zich officieel bekeerde betekende echter niet dat alle inwoners zich ook bekeerden. De kerstening van de gewone bevolking gebeurde namelijk vaak heel langzaam en het christendom syncretiseerde zich regelmatig met voorchristelijke godsdiensten om bekering aantrekkelijker te maken.
Het voorchristelijke heidendom heeft nog altijd veel invloed op de (volks)cultuur van het hedendaagse Europa. Voorbeelden hiervan zijn de verschillenden elementen van het paasfeest, de viering van het lenteseizoen met vreugdevuren, het vieren van Kerstmis rond de winterzonnewende en diverse aspecten van het Sinterklaasfeest. Daarnaast hebben ook veel voorchristelijke mythen een plaats gekregen in het collectieve geheugen.

## Het hedendaagse heidendom

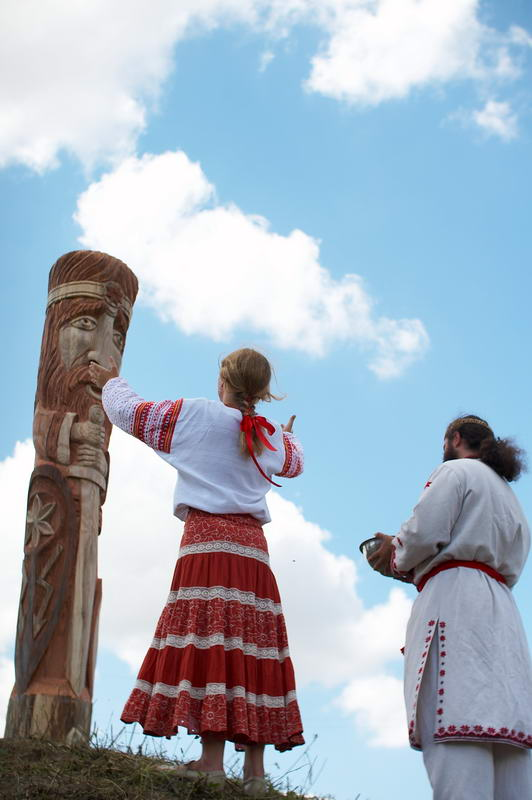
Slavisch neopaganistisch heiligdom in Ternopil, Oekraïne.

Het hedendaagse heidendom of neopaganisme is een verzamelnaam voor verschillende religieuze bewegingen die zich in een of andere vorm baseren op of verwant voelen met een vorm van voorchristelijk Europees geloof. Binnen het hedendaags heidendom zijn polytheïstische, monotheïstische en pantheïstische stromingen. Hedendaags heidense religies kunnen specifiek gebaseerd zijn op bepaalde culturen, zoals de Germanen en de Romeinen, of een eclectische verzameling zijn van elementen uit verschillende culturen.
Het hedendaagse heidendom vindt zijn oorsprong in de 19de eeuw in de tijd van de romantiek. Het kwam op als een alternatief op de rationalistische en christelijk-reactionaire denkbeelden van die tijd en pleitte voor samenleving die dieper verbonden was met haar verleden en met de natuur. Dit heidendom was echter veelal niet godsdienstig maar eerder filosofisch. Echt grote religieus heidense groeperingen kwamen pas op in de vroege 20ste eeuw, met in Duitsland de Germanische Glaubens-Gemeinschaft, in Polen de Zadruga-beweging en in Letland de Dievturiba-beweging. Deze bewegingen waren vaak van een nationalistische en/of kunstzinnige aard. Na de Tweede Wereldoorlog kende het hedendaagse heidendom een derde golf aan nieuwe bewegingen beïnvloed door de tegenculturen en subculturen die ook invloedrijk waren in de sociale revoluties van de jaren 60. Een voorbeeld hiervan is Wicca.
Een groot twistpunt onder de aanhangers van het hedendaags heidendom is of hun religie van een universalistische of etnische aard is. De voorstanders van een universalistisch heidense religie pleiten voor het openstellen van hun geloofsgemeenschap voor mensen en gebruiken die vreemd zijn aan de cultuur waarin die geloofsgemeenschap is ontstaan. De voorstanders van een etnisch heidense religie zien hun godsdienst als iets wat enkel in de context van hun cultuur en gemeenschap begrepen kan worden. Het meningsverschil tussen deze twee groepen heeft in het verleden al geleid tot splitsingen in verschillende heidense groepen.
Sinds de jaren 20 en 30 van de twintigste eeuw en tijdens de Tweede Wereldoorlog zijn symbolen uit het oude heidendom gebruikt door verscheidene fascistische en nationaalsocialistische groeperingen en politieke partijen. Hierbij is het hakenkruis het bekendste voorbeeld. Sindsdien doen vele heidense symbolen denken aan nationaalsocialistische symbolen, dit levert dan soms moeilijkheden op voor heidenen die deze symbolen gebruiken voor hun levensovertuiging.
In enkele landen, waar de beoefening van een religieuze cultus een erkenning van overheidswege kan verkrijgen, is het heidendom als religieuze praktijk formeel erkend. In Nederland is ervoor gekozen om geen lijst van erkende religies op te stellen, zoals in de VS wel gebeurt. De vrijheid van godsdienst staat beschreven in de Nederlandse grondwet.